# Caminos al Grao
Caminos al Grao (en valenciano: Camins al Grau) es el nombre que recibe el distrito número 12 de la ciudad de Valencia (España). Limita con Algirós por el norte, con Ensanche y El Pla del Real al este, con Poblados Marítimos al oeste y con Quatre Carreres al sur.

## Demografía

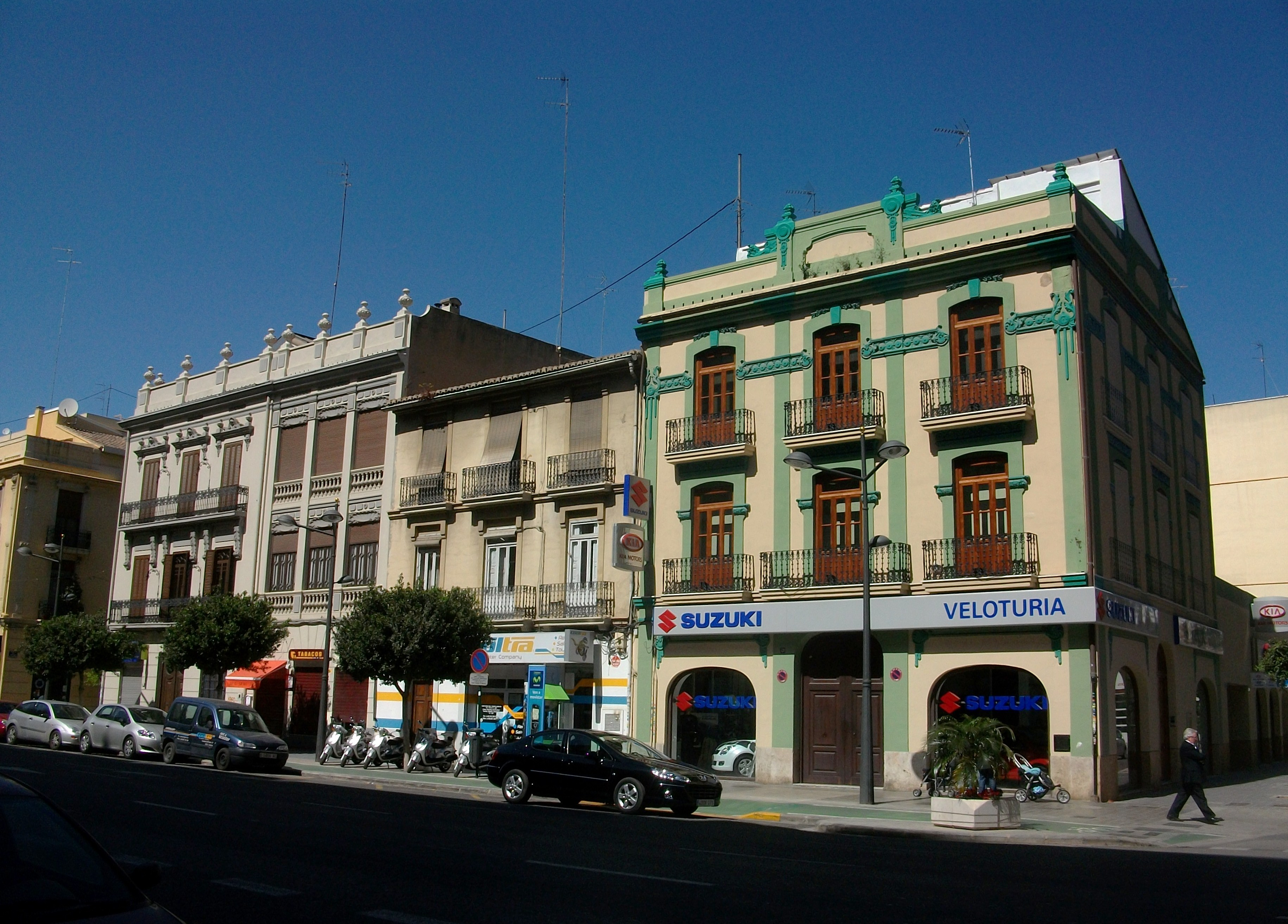
Edificios en la avenida del Puerto en Caminos al Grao.

Caminos al Grao tenía 65.552 habitantes en 2022, distribuidos entre cinco barrios:
- Ayora (24.553)[2]
- Albors (8.712)[3]
- La Cruz del Grao (14.674)[4]
- Camí Fondo (4.531)[5]
- Peñarroja (13.123)[6]